# Werner Freers

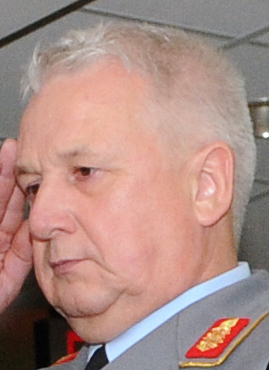
Werner Freers, 2009

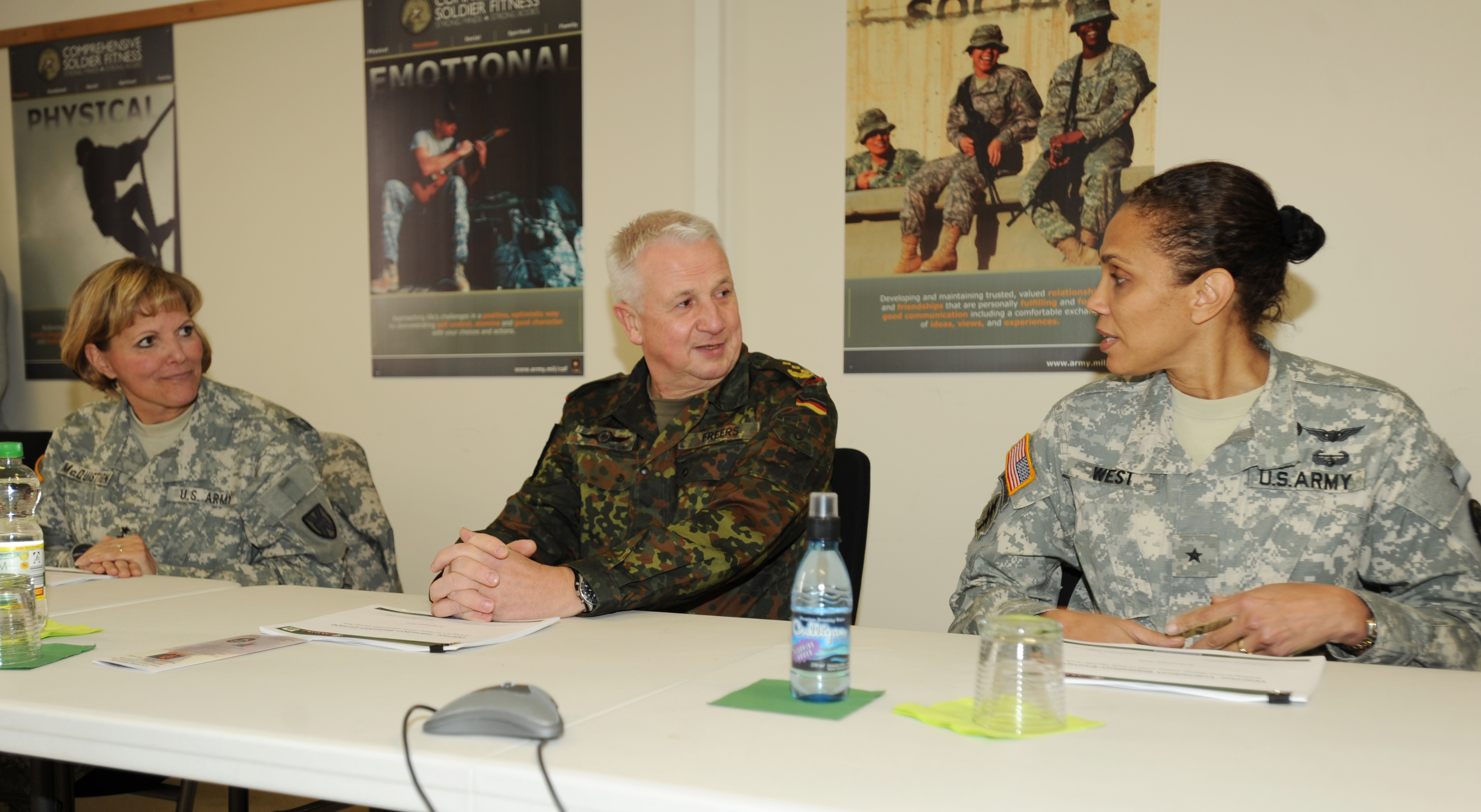
Werner Freers (Mitte), 2009

Werner Freers (* 19. Juli 1954 in Hämelerwald) ist ein General a. D. der Bundeswehr und war in seiner letzten Verwendung vom 10. Dezember 2012 bis zum 12. Juli 2017 Chef des Stabes des Supreme Headquarters Allied Powers Europe (SHAPE) in Mons, Belgien.

## Militärische Laufbahn

### Ausbildung und erste Verwendungen
Nach dem Abitur trat Freers am 16. Juli 1973 bei der Heeresfliegerwaffenschule in Bückeburg in den Dienst der Bundeswehr. Von 1974 bis 1977 absolvierte er ein Studium der Pädagogik an der Universität der Bundeswehr Hamburg und der Geschichtswissenschaft an der Universität Hamburg und Hannover und schloss als Diplom-Pädagoge ab. Nach dem Studium wurde Freers 1978 zum Hubschrauberführer ausgebildet und diente von 1979 bis 1980 als Hubschrauberführer in der Heeresfliegerstaffel 101 in Rheine. Im Anschluss daran wurde er nach Münster-Handorf versetzt und diente dort bis 1982 als Operations- und Ausbildungsoffizier (S3) beim Heeresfliegerkommando 1.
Von 1982 bis 1983 diente Freers in Rotenburg als Einsatzoffizier in der dort stationierten Heeresfliegerstaffel 11. Nach dieser Verwendung übernahm Hauptmann Freers von 1983 bis 1985 den Posten eines Staffelkapitäns im Heeresfliegerregiment 35 in Mendig.

### Dienst als Stabsoffizier
Von 1985 bis 1987 absolvierte Freers den Generalstabslehrgang an der Führungsakademie der Bundeswehr in Hamburg, wo er eine Jahresarbeit mit dem Thema „Waffen für die Dritte Welt. Die Rolle der Bundesrepublik Deutschland im weltweiten Rüstungsexport.“ verfasste. Nach Abschluss des Lehrganges wurde er zum Major ernannt. Von 1987 bis 1989 übernahm er den Posten des Nachrichtengeneralstabsoffizier (G2) im Stab des II. Korps in Ulm unter dem Kommando von Werner Lange. Im Jahre 1989 nahm er an einem Lehrgang des Command and General Staff College der United States Army in Fort Leavenworth, Kansas, teil.
Wieder in Deutschland wurde Freers nach Bonn in das Bundesministerium der Verteidigung versetzt, wo er von 1990 bis 1992 als Referent in der Stabsabteilung Militärpolitik im Führungsstab der Streitkräfte (FüS III 2) unter dem Kommando des Chef des Stabes, Peter Haarhaus, diente. Freers blieb im Verteidigungsministerium und diente unter Ulrich Weisser von 1992 bis 1994 als Referent im Planungsstab des Bundesministeriums der Verteidigung. Nach diesen Stabsverwendungen erhielt er 1994 mit der Luftfahrzeugtechnischen Abteilung 252 in Laupheim ein Truppenkommando, welches er bis 1997 innehatte. In dieser Zeit absolvierte er vom Dezember 1995 bis zum Februar 1996 einen Auslandseinsatz im Rahmen der UNSCOM in Bagdad. Ziel der UN-Mission war die Überwachung der Zerstörung aller chemischen und biologischen Waffen des Irak, ferner aller Raketen mit mehr als 150 km Reichweite. Aufgabe des deutschen Kontingentes war die Unterstützung der Mission durch Transporthilfe sowie die medizinische Evakuierung und Lufttransport für die UNSCOM-Kontrolleure.
Im Anschluss an diesen Einsatz übernahm Freers von 1997 bis 1998 in Neubrandenburg den Posten des Chefs des Stabes der 14. Panzergrenadierdivision unter dem Kommando von Hans-Peter von Kirchbach.
1998 kehrte Freers in das Verteidigungsministerium zurück und diente in Bonn und Berlin bis 2000 als Referatsleiter in der Stabsabteilung Militärpolitik im Führungsstab der Streitkräfte (FüS III 6) unter dem Kommando von Jörg Auer. Im Jahre 2000 absolvierte er ein Studium an der National Defense University in Washington, D.C.
Wieder in Deutschland übernahm er von 2001 bis 2002 im Kölner Heeresamt den Posten des Abteilungsleiters I Heeresentwicklung unter dem Kommando des Amtschefs Werner Widder.
Im Anschluss daran wurde er 2002 nach Fritzlar versetzt, wo er abermals ein Truppenkommando übernahm, diesmal die Luftmechanisierte Brigade 1 von Reinhard Kammerer. Während dieser Verwendung absolvierte er vom Februar bis zum Juli 2002 im Rahmen der ISAF in Afghanistan seinen zweiten Auslandseinsatz. Dort war er als stellvertretender Kommandeur des deutschen Einsatzkontingents unter dem Kommando von Manfred Schlenker eingesetzt. Im Anschluss kehrte Freers nach Deutschland zurück.

### Dienst im Generalsrang
Nach der Ernennung zum Brigadegeneral führte Freers vom 17. Dezember 2002 bis zum 17. Juli 2003 abermals in Afghanistan die Kabul Multinational Brigade (KMNB), eine 3600 Mann starke Brigade, der zu diesem Zeitpunkt rund drei Viertel der in Afghanistan stationierten deutschen Soldaten angehörten. Die KMNB war für die taktische Führung der ISAF zuständig und organisierte u. a. die Patrouillen in der afghanischen Hauptstadt Kabul.
Das Kommando über die Luftmechanisierte Brigade 1 gab er 2003 an Reinhard Wolski ab. Von 2003 bis 2005 übernahm Freers in Bonn schließlich den Posten des Stabsabteilungsleiter III Führung, Konzeption und Einsatzgrundsätze im Führungsstab des Heeres (FüH III) unter dem Kommando von Hans-Otto Budde und Volker Wieker. Vom 1. Mai 2005 bis 2007 schloss sich die Verwendung als Stabsabteilungsleiter Planung im Führungsstab der Streitkräfte (FüS VI) an. In dieser Position diente er unter dem Kommando der Chefs des Stabes des FüS, Wolfram Kühn und Manfred Engelhardt.
Zum 1. Oktober 2007 erhielt Freers die Ernennung zum Generalmajor und löste schließlich Volker Wieker ab. Er diente seitdem als Chef des Stabes im Führungsstab des Heeres unter dem Inspekteur des Heeres, Hans-Otto Budde. Am 24. März 2010 folgte er Budde auf dem Posten des Inspekteurs des Heeres, unter Ernennung zum Generalleutnant, nach. Im Rahmen des Aufstellungsappells des Kommandos Heer am 11. September 2012 in Strausberg übertrug der Generalinspekteur der Bundeswehr, General Volker Wieker, das Amt des Inspekteurs des Heeres von Freers auf seinen bisherigen Stellvertreter Bruno Kasdorf. Unter Ernennung zum General wechselte Freers am 10. Dezember 2012 als Chef des Stabes zum Supreme Headquarters Allied Powers Europe (SHAPE) nach Mons, Belgien. Diesen Dienstposten übergab Freers am 12. Juli 2017 an General Markus Kneip und trat nach 44 Dienstjahren in den Ruhestand.
Freers hat einen Master of Arts und einen Master of Science. Seine Auszeichnungen umfassen das Bundesverdienstkreuz am Bande, die Wilhelm-Leuschner-Medaille des Landes Hessen, das Ehrenkreuz der Bundeswehr in Gold, die Verdienstmedaille 1. Klasse Afghanistan, den Ordre Nationale du Mérite, Legion of Merit in der Stufe Commander sowie die NATO Meritorious Service Medal.